# استیون مک‌کول
استیون مک‌کول (به انگلیسی: Stephen McCole) بازیگر اسکاتلندی است.
از فیلم‌های معروف او می‌توان به بازی در فیلم مکانی برای تنها مردن و آخرین سفارش‌ها اشاره کرد.